# Ted Bundy (film, 2002)
A Ted Bundy 2002-ben bemutatott amerikai–brit életrajzi bűnügyi filmthriller, melyet Matthew Bright írt és rendezett. A főbb szerepekben Michael Reilly Burke és Boti Bliss látható. 
A film dramatizált módon mutatja be Ted Bundy bűneit.

## Cselekmény
1974-ben Seattle-ben Ted Bundy joghallgató átlagos, barátságos szomszéd srácnak tűnik, de ebben a kedves férfiban egy szörnyeteg rejtőzik. Miután önkielégítés közben a nőket nézi az ablakból, összeszedi bátorságát, hogy elkövesse első gyilkosságát. Innentől mindig sikerül egy fiatal nőt az autójához csalogatnia, úgy hogy fogyatékossággal élőnek vagy rendőrnek álcázza magát. Ezután áldozatait mozgásképtelenné téve elhurcolja, majd megerőszakolja és meggyilkolja. Sárga Volkswagen Bogárját vezetve véres nyomot hagy az Egyesült Államokon keresztül. A rendőrség tehetetlen, mivel senki sem gyanakszik Bundyra.
1975-ben Ted egyik áldozata, Tina Gabler megszökik tőle, miután kivetette magát a mozgó autójából. Az támadó autójáról szóló leírása alapján Bundyt megállítja egy rendőr, és letartóztatják. Csomagtartójában harisnyamaszkokat, kézifűrészt, feszítővasat, késeket, köteleket és bilincseket találnak a rendőrök. Annak ellenére, hogy Gabler azonosította őt, Ted tagadja, hogy valaha találkoztak volna. Amikor barátnője, Lee meglátogatja őt egy coloradói börtönben, Ted beismeri neki, hogy több gyilkosság miatt vádat emelnek ellene. Hangsúlyozza, nincs bizonyíték ellene, és soha nem fogják elítélni. Ezen a ponton Lee rájön, hogy Bundy bűnös, és szakít vele.
Bundy önmagát kívánja képviselni a tárgyaláson, és hozzáférést kap a bírósági jogi könyvtárhoz. A felső emeleti ablakból kiugorva sikerül megszöknie. Autólopási kísérlet után ismét börtönbe kerül, de hónapokkal később  ismét megszökik. Floridában telepszik le, Ted álnéven bérel egy szobát, ellop egy furgont, és folytatja a gyilkosságokat. Ezúttal négy nőt támad meg diákszövetségi házukban, és kettőt közülük brutálisan meggyilkol. Bundy másnap megerőszakol és meggyilkol egy tizenkét éves kislányt. Ezt követően lerészegedik, egy rendőr felismeri és rövid üldözés után letartóztatják. 
A sorozatgyilkost ezután halálra ítélték. Miután hasztalan könyörög kegyelemért a kormányzónak, végső nyilatkozatot tesz. Kivégzése napján sokkot kap a siralomházban és úgy kell kivonszolniuk az őröknek. Mielőtt villamosszékben kivégeznék, a hóhérról kiderül, hogy nő. Bundy lassan szenved ki. Miközben Lee a férjével együtt nézi a kivégzésről szóló híreket, azon tűnődik: „Ki is volt Ted Bundy?”

## Szereplők
- Michael Reilly Burke – Ted Bundy
- Boti Bliss – Lee
- Julianna McCarthy – professzor
- Jennifer Tisdale – csinos lány
- Steffani Brass – Julie
- Tricia Dickson – Barbara Vincennes
- Meadow Sisto – Suzanne Welch
- Eric Da Re – Male Partygoer
- Deborah Offner – Beverly
- Zarah Little – Patricia Garber
- Alison West – Shawn Randall
- Matt Hoffman – Arnie
- Renee Intlekofer – Miriam Cutler
- Diana Kauffman – Wendy Fitz
- Tiffany Shepis – Tina Gabler
- Katrina Miller – Gilcrest
- Rachael Rowan Hastings – Terry Bell
- Tom Savini – Salt Lake City nyomozója
- Gary H. Walton – Randy
- Marina Black – Kate
- Alexa Jago – Betty
- Carol Mansell – Mrs. Myers
- Rachael MacKenna – Vicky Cassidy
- Bridget Butler – Lara Davidson
- Holly Towne – Lopez
- Phoebe Dollar – Richardson
- Natasha Goodman – int Moore
- J-ray – Suzanne Bruster
- Joe McDougall – floridai Joe őr
- Wayne Morse – floridai Bob őr
- Steve Whelan – floridai Wesley őr
- Jesse Rutherford – "Én vagyok Ted Bundy" kölyök
- Alexa Nikolas – "Én vagyok Ted Bundy" kölyök
- Tracey Walter – Randy Myers

## Bemutató
2002 szeptemberében mutatták be az Egyesült Államokban, New Yorkban és Los Angelesben.
Az Egyesült Államokban 2002. október 1-jén, az Egyesült Királyság-ban pedig 2003 novemberében jelent meg DVD-n (utóbbiban Bundy címmel).

## Fordítás
Ez a szócikk részben vagy egészben  a   Ted Bundy (film) című angol Wikipédia-szócikk ezen változatának fordításán alapul.  Az eredeti cikk szerkesztőit annak laptörténete sorolja fel. Ez a jelzés csupán a megfogalmazás eredetét és a szerzői jogokat jelzi, nem szolgál a cikkben szereplő információk forrásmegjelöléseként.